# كأس كاجولز 1926–27
وهي البطولة الثالثة بعد أن بدأت البطولة موسم 1923/1924

## الفرق المشتركة
- الثانوية
- الفوج الرابع
- المدرسة العسكرية الملكية
- نادي التضامن
- دار المعليمن
- فريق الرمادي
- الفوج السابع
- منتدى التهذيب
- الحرس الملكي (فريق إنكليزي)

## المباراة النهائية
أقيمت المباراة النهائية يوم 25 نيسان 1927 وانتهت بفوز فريق الثانوية على فريق منتدى التهذيب (4-0)